# エヴリデイ・エヴリナイト
『エヴリデイ・エヴリナイト』（えぶりでいえぶりないと）は丸顔による舞台作品。

## 舞台
- 公演：2008年10月17日～20日　全7回公演
- 場所：深川江戸資料館小劇場

### ストーリー
三味線バンド「三味線ガールズ」を組む3人の女の子の物語

### スタッフ
- 製作・脚本：三好博子
- 演出：スギタクミ
- 脚色：快児
- 音楽監督：吉田ゐさお
- 芝居指導：犬飼若博
- 三味線指導：平山佳子

### 出演
- 野村佑香－三味線ガールズ／加倉井結華
- 加藤理恵－三味線ガールズ／舞谷鈴子
- 松永かなみ－三味線ガールズ／望月都
- 今林久弥（双数姉妹）－舞台監督／比嘉晋
- 山野海－支配人／望月渓子
- 森啓一郎（東京タンバリン）－脚本家／森寅之助
- 井俣太良（少年社中）－芸人（そうマッチョ）／相馬武
- 汐見ゆかり－レーベル社長／イヴ
- 船戸慎士（スタジオライフ）－ディレクター／マイケルイノウエ
- 坂本爽－彼氏／成嶋翔太
- 立川談奈（立川流）－落語家（吉朝亭小金）／白戸久継
- 星川桂（パー&ナー WAHAHA本舗）－漫才師（あべかわ汁粉）／播磨麗子
- 光野亜希子（パー&ナー WAHAHA本舗）－漫才師（あべかわ汁粉）／大沢一美
- 吉田ゐさお－演芸場の管理人／ゐさおさん